# Каргалы (городище)
Каргалы (каз. Қарғалы) — средневековое городище XI—XII веков, расположенное на территории одноимённого села в Жамбылском районе Алматинской области Казахстана, на правом берегу реки, также именующейся Каргалы.
Городище Каргалы обследовалось в 1965—1967 годах Семиреченской археологической экспедицией под руководством К. Акишева. Раскопаны остатки городской стены, найдены предметы хозяйственно-бытового назначения (черепки кувшинов, горшков, остатки жернова). Жители Каргалы занимались рукоделием, земледелием и скотоводством.